# Mèo Oggy và những chú gián tinh nghịch: The Movie
Mèo Oggy và những chú gián tinh nghịch: The Movie (tiếng Pháp: Oggy et les Cafards: Le Film, tiếng Anh: Oggy and the Cockroaches: The Movie) là một bộ phim điện ảnh hoạt hình Pháp thuộc thể loại hài – phiêu lưu – kỳ ảo do Olivier Jean-Marie viết kịch bản kiêm đạo diễn, công chiếu tại Pháp vào ngày 7 tháng 8 năm 2013.
Bộ phim được dựa trên loạt phim cùng tên và cũng không có lời thoại giống như loạt phim. Đây là bộ phim cuối cùng mà Olivier Jean-Marie thực hiện trước khi qua đời vào năm 2021.

## Nội dung
Khi Trái đất được tạo ra, các sinh vật đơn bào được hình thành bởi vật chất. Một con amip giống mèo tên là Oggy được làm từ những mảnh nhỏ đó. Nó nổi trong nước và đối đầu với ba dạng gián amip nhỏ tên là Dee Dee, Marky và Joey. Con amip Oggy đuổi theo chúng. Chúng tiến hóa thành động vật và đặt chân lên trên một hoang đảo. Câu chuyện bắt đầu.
Bộ phim xoay quanh cuộc phiêu lưu của các nhân vật Oggy, Dee Dee, Marky và Joey xuyên suốt 4 dòng thời gian. Trong phim cũng xuất hiện Jack, Bob và Olivia.

### Oggy Magnon
200 triệu năm sau, khi thế giới được tạo ra, có một ngôi làng với nhiều mèo Cro-Magnon. Một ngày nọ, Oggy Magnon, con trai của tù trưởng, đang triệu tập những người khác đến một cuộc họp thì đột nhiên, cậu nhìn thấy ngọn lửa thiêng trong tay của trưởng làng. cậu sợ lửa vì điều này: Khi còn nhỏ, khi người dân đang chống chọi với giá rét, một cơn bão ập đến và sét đánh xuống làm cháy một cái cây, cậu tò mò chạy đến và đưa tay chạm vào thì bị bỏng.Tù trưởng tin rằng ngọn lửa là một món quà thiêng liêng từ các vị thần. Trong khi đó, Joey Magnon dự định lấy ngọn lửa để cướp ngôi vị của tù trưởng và nắm quyền kiểm soát ngôi làng, nhưng sau một cuộc rượt đuổi, khói từ ngọn lửa khiến Joey hắt hơi trong khi cố gắng dập lửa. Trưởng làng tin rằng Oggy là thủ phạm và thực sự tức giận với cậu. Oggy buộc phải đi đến núi lửa cùng Jack Magnon để khởi động lại ngọn lửa mà không biết rằng họ đang bị bám đuổi bởi những chú gián quyết tâm ngăn chặn họ. Khi đến núi lửa, họ chọn người phải đi bằng cách chơi "Rock, Paper, Scissors" ( Oẳn tù tì ). Oggy "thua cuộc" trước Jack nên phải đi . Nhưng những chú gián đến và làm mọi thứ rối tung lên, khiến bản thân và Oggy ngã xuống, bỏ lại Jack. Bên trong núi lửa là một thung lũng được cai trị bởi một con chó tên là Bob Magnon và những người hầu của nó, chúng trói con mèo lại và mang nó đến cho Bob, kẻ định ăn thịt nó. Olivia Magnon đến kịp thời cứu Oggy và xua lũ chó đi. Khi cô chào cậu, Oggy hét lên như thể cậu đang gặp rắc rối, và sau đó bất tỉnh. Khi tỉnh dậy, cậu phát hiện ra rằng mình đang ở trong ngôi nhà hoa của Olivia, nơi ẩn náu của cô khỏi những kẻ thù láu cá. Cô ấy cũng đã đặt lá để phục hồi bàn chân của Oggy. Sau đó, Olivia rời khỏi cậu vài phút để làm gì đó, rồi cậu ngủ say. cậu mơ về Olivia trong một vài khoảnh khắc và sau đó bị đánh thức bởi những chú gián, vì vậy cậu cố gắng đánh chúng cho đến khi Olivia trở lại. Sau đó, Oggy và Olivia đi dạo lãng mạn. Khi cả hai cùng ngắm cảnh hoàng hôn tuyệt đẹp, cho thấy rõ ràng cả hai đã yêu nhau, như khi nhìn hoàng hôn, họ quấn lấy nhau. Trong khi đó, Jack đã xây dựng một cái thang từ sợi dây và đoàn tụ với Oggy và Olivia sau khi xuống. Tối hôm đó, lũ gián nói với Bob rằng chúng đã đến ngôi nhà hoa của Olivia và chúng biết địa điểm. Vì điều này, họ đã bắt cóc Jack và Olivia, trong khi Oggy ra ngoài để chiếm giữ chính mình. Khi phát hiện ra cả hai đã mất tích, cậu bắt đầu tìm kiếm họ tại nơi ẩn náu của Bob. Olivia nói với Oggy Magnon rằng cách duy nhất để giải thoát họ là dùng lửa để thiêu rụi căn cứ của Bob, nhưng cậu nói với cô rằng cậu sợ lửa, vì vậy cô ấy đã tăng tiền cược: Nếu cậu cứu hai người bằng cách đốt cháy hang ổ của Bob, cậu sẽ là cậu hùng của cuộc đời cô ấy. Oggy bắt đầu mơ mộng về điều gì sẽ xảy ra nếu cậu cứu cô và chấp nhận thỏa thuận, quay trở lại đống đổ nát của ngôi nhà Olivia. Oggy Magnon đã tìm thấy những viên đá của cô ấy từ trước đó và đốt lửa, sau đó cứu Jack và Olivia bằng cách đốt hang ổ của Bob thành tro bụi. Khi bộ ba trốn thoát khỏi quân đội, Olivia từ chối đến. Sau đó, Oggy nói với Olivia rằng ngôi nhà hoa của cô đã bị thiêu rụi thành tro, vì vậy cô quyết định đi cùng họ. Bob cố gắng theo họ ra khỏi núi lửa, nhưng họ đã buông cầu một lần trên đỉnh, cùng với Bob, người đã rơi xuống đất tử vong. Trở lại làng, Joey, người trước đó đã đánh cắp ngọn lửa của Olivia trong cuộc vây hãm nhà cô, là trưởng nhóm một thời gian, cho đến khi ra lệnh cho làng ngăn chặn bộ ba khi họ đến, khói làm Joey hắt hơi lần nữa và cậu, Marky và Dee Dee bị bộ tộc đuổi ra khỏi làng, trong khi tù trưởng lấy lại tước vị của mình. Sau đó Oggy sử dụng những tảng đá mua được để phục hồi ngọn lửa của ngôi làng. Với cái giá phải trả đó, chàng trai trẻ Oggy Magnon trở thành trưởng làng tiếp theo.

### Hoàng tử Oggy II
Câu chuyện tiếp theo xảy ra vài thế kỷ sau vào năm 1350, tại một vương quốc đẹp đẽ khi họ tiết lộ một bức tượng mới của Oggy I, người đã đánh bại vua Gián. Kèn Trumpet được thổi khi nhà vua đang trao thanh kiếm của mình cho hoàng tử tên là Oggy II. Nhưng sau khi thanh kiếm bị gãy do một tai nạn, hoàng tử không bao giờ gặp được người thực sự có khả năng trở thành công chúa. Vua, cha của Hoàng tử Oggy, yêu cầu cậu cưỡi ngựa, chiến đấu với một con rồng và đột kích vương quốc của kẻ thù. Hoàng tử đã trả lời một cách tiêu cực về những điều đó. cậu ấy nói rằng cậu ấy sẽ thất bại khi làm tất cả những thứ đó. Khi buổi thử giọng công chúa bắt đầu, không có quý cô nào trở thành công chúa tiếp theo. Một ngày nọ, hoàng tử và tổng tư lệnh, Jack, vào rừng để săn thú và kiếm tiền. Nhưng họ không biết rằng có một ai đó đang sống trong khu rừng này. Hoàng tử Oggy muốn lấy con bướm trong khi Jack đang săn lùng những con vật nguy hiểm để cướp lợi lớn. Một người giống như cái bóng xuất hiện, biến mất con lợn rừng và con thỏ. Con chim gần như bị cuốn khi người đó đá Jack. Khi họ đánh nhau sau khi người đó cố gắng thả con bướm mà Oggy bắt được tự do, người ta tiết lộ rằng người giám hộ là Olivia. Cô gọi những con vật để trừng phạt Jack, nhưng hoàng tử cuối cùng đã tìm thấy một nửa hoàn hảo. Nhưng cô không vui vì hoàng tử trẻ đã bắt được con bướm, vì vậy cậu đã thả con bướm đi. Sau đó, cô ấy trở nên hạnh phúc về những gì Oggy đã làm. Olivia nói với hoàng tử rằng cậu sẽ là một người đàn ông tốt hơn nếu cậu đưa cô ấy về nhà riêng của cô ấy và cậu ấy đã làm như vậy. Nhiều động vật hơn trừng phạt Jack, nhưng Oggy thích nơi này. Olivia đã đưa cho hoàng tử một mảnh vải để cậu không quên cô. Khi trở lại lâu đài, cậu nói với cha và mẹ rằng cuối cùng cậu đã tìm được một nửa hoàn hảo. Nhà vua và Nữ hoàng rất vui mừng về con trai của mình, khi biết rằng ông đã tìm thấy Olivia là người phù hợp. Trong khi đó, Hiệp sĩ đen Joey (con trai của Vua gián) và đồng bọn đã lên kế hoạch độc ác để chiếm lấy vương quốc và trả thù cho cha mình. cậu ra lệnh cho tay sai của mình là Bob để bắt Olivia và đưa cô đến nơi ẩn náu của họ và Oggy và Jack phải cứu cô một lần và mãi mãi. Oggy và Jack đã vượt qua, đánh bại Bob, và giải cứu Olivia. Họ sử dụng dây rèm để thoát ra ngoài, nhưng những chú gián đã làm nổ cây cầu dẫn đến lâu đài và bên ngoài. Sau đó Olivia gọi những con chim đến khiêng chúng sang bờ bên kia. Họ gần như được tuyên bố là hoàng tử và công chúa khi Oggy phải chiến đấu với Joey một lần nữa. Hoàng tử đã chiến thắng, và họ sống hạnh phúc mãi mãi về sau, ngoại trừ những chú gián độc ác, chúng đang bị nhốt trong lồng trên cổ của Bob. Sau đó, một bức tượng mới của Oggy II đánh bại lũ gián được nhìn thấy bên cạnh bức tượng của Oggy I.

### Jack Holmes đáng kinh ngạc và Oggy Watson
Vào tháng 12 năm 1899, tại Luân Đôn, vài ngày trước Ngày Năm Mới và đầu thế kỷ 20, Olivia đóng cửa cửa hàng đồng hồ của mình trong khi Dee Dee và Marky lên kế hoạch đánh cắp một chiếc chìa khóa vàng bên trong cửa hàng. Họ vào bên trong, đánh cắp nó và đưa nó cho Giáo sư Joey. Trong khi đó, tại Baker Street, thám tử bậc thầy Jack Holmes và trợ lý dễ bị kinh ngạc của ông, Tiến sĩ Oggy Watson đang ở nhà của họ. Oggy đang nấu bữa sáng và Jack đang đọc một tờ báo có tin tức về một quả bom hạt nhân mới của thế kỷ 20 nằm trong Tháp Luân Đôn, vào thời điểm đó là một nhà tù và có lực lượng bảo vệ an toàn cho quả bom mọi lúc mọi nơi. mức độ. Olivia đến nhà của họ và nói với các thám tử rằng ai đó đã đánh cắp chiếc chìa khóa vàng của cô, thứ có thể mở Big Ben. Oggy phải lòng Olivia nên đồng ý tìm nó. Họ điều tra trong cửa hàng của cô ấy trước khi Cảnh sát Bob và cảnh sát đến hiện trường và đuổi Jack ra khỏi cửa hàng vì đã gây hấn với Bob. Trong khi đó, những chú Gián đang lên kế hoạch lấy quả bom và thâm nhập vào Big Ben. Joey viết chỉ đường trên bản đồ và gửi nó cùng với chìa khóa vàng cho thành viên của họ để gửi cho các thám tử. Quay lại Jack và Oggy's, họ nhcậu chóng tìm ra kẻ trộm chính là Gián, kẻ thù cũ của Jack. Sau đó, họ nhận được chìa khóa và bản đồ của Joey có vị trí của thành viên gián đang ở nhà hàng Cat's Fish. Khi họ đến Carnaby Street và gặp cậu ở đó, con gián và các thám tử trò chuyện và trở nên thân thiện với nhau. Con gián nói với các thám tử rằng căn cứ của bọn trộm nằm bên trong Cột của Nelson tại Quảng trường Trafalgar, trong khi bí mật tráo chiếc chìa khóa vàng và yo-yo của Jack. Ngày hôm sau, các thám tử và cảnh sát đến và tìm thấy một con kênh dưới mặt đất dẫn đến căn phòng không xác định bên trong cái cột là căn cứ của bọn trộm. Oggy yêu cầu chiếc chìa khóa vàng, nhưng Gián không biết. Bob bắt tất cả bọn họ, trong khi Jack và Oggy vui vẻ. Tuy nhiên, tại Tháp Luân Đôn, những chú Gián bí mật tìm thấy quả bom, đánh cắp nó và mang nó cho thành viên của chúng vì đã thu gọn lại Big Ben, đúng như kế hoạch của chúng. Ngày hôm sau, Bob và cảnh sát đến hiện trường và tìm thấy yo-yo của Jack mà những chú gián đã lấy từ đồng minh của họ và sau đó để lại làm bằng chứng giả. Sau đó, họ đến nhà thám tử và cho xem yo-yo, nhưng Jack nói rằng yo-yo không phải của cậu. cậu tìm thấy yo-yo của mình nhưng thay vào đó lại nhận được một chiếc chìa khóa vàng và bị bắt. Bob đưa chìa khóa vàng cho Olivia, trong khi Jack hét lên rằng cậu đã bị đóng khung. Jack bị tống vào nhà tù của Tháp London trong khi những chú Gián được Bob và cảnh sát thả tự do. Tại nhà thám tử, Oggy biết được chuyện gì đã xảy ra, đồng thời phát hiện ra con gián ở nhà hàng Cat's Fish chính là đồng minh của Gián, khiến cậu tức giận nên cậu và Olivia định bắt Jack vượt ngục bằng máy bay trực thăng tự chế của Olivia vào ban đêm. Jack vượt ngục và cố gắng trốn thoát trên chiếc trực thăng trong khi Bob và cảnh sát truy đuổi họ về phía Tower Bridge. Olivia ném chiếc đồng hồ nhọn của mình xuống đường, gây ra vụ tai nạn sau khi cảnh sát tiếp tục nổ máy. Oggy, Jack và Olivia trốn thoát nhưng trực thăng của họ bị rơi tại trang trại cừu. Họ phát hiện ra rằng đồng hồ đếm ngược tại Big Ben cho thế kỷ 20 sắp diễn ra. Oggy kể rằng Big Ben, quả bom, chìa khóa vàng và Gián có mối liên hệ với nhau, và Olivia có chìa khóa, nhưng khi cô lấy nó ra, một con cừu đã ăn nó. Jack cũng ăn nó và phát hiện ra rằng nó làm từ sô cô la. Ngay lập tức biết rằng đó là một chiếc chìa khóa giả mà Joey đã cắm tất cả trong khi cậu có chìa khóa thật, họ hoảng sợ, biết rằng kế hoạch của Gián là làm nổ tung chiếc Big Ben trong khi Nữ vương Victoria phát biểu dưới đó. họ có thể giết cô ấy, cướp ngai vàng của cô ấy và cai trị Luân Đôn. Họ nhcậu chóng đến London gần trước khi đếm ngược thế kỷ 20. Khi đến Big Ben, những chú Gián sẽ kích hoạt quả bom phát nổ khi kim đồng hồ báo đầu năm mới điểm 0: 00 và a.m. Oggy và Jack bắt đầu đuổi theo Gián trong khi Olivia hủy kích hoạt quả bom trước khi nó phát nổ. Sự căng thẳng của Jack, Oggy và Olivia trở nên cao hơn khi hết thời gian, và Olivia vẫn không thể hủy kích hoạt quả bom. Oggy, Jack và Olivia biết rằng mọi chuyện đã kết thúc, và phải chờ đợi cái chết của Nữ hoàng. Nhưng với 1 giây còn lại, kim đồng hồ bị kẹt vì Jack dừng cơ chế sau khi cậu bị Joey ném ra ngoài. Đám đông ngừng cổ vũ, đếm ngược và bối rối, ngay cả nữ hoàng, trong khi các thám tử và Olivia có hy vọng hủy kích hoạt quả bom. Olivia cuối cùng cũng tắt nó và kim đồng hồ bắt đầu hoạt động vì Jack không thể dừng lại nữa và nó đã đến 0: 00 và a.m. Đám đông đang cổ vũ và vui vẻ và rất nhiều pháo hoa được bắn lên bầu trời Cung điện Westminster. Sau khi hoàn thành nhiệm vụ, Olivia hôn Oggy, trong khi Joey tức giận vì kế hoạch của mình thất bại. những chú gián khác mang theo một quả pháo hoa tên lửa để ném về phía Big Ben, nhưng nó nhcậu chóng phát nổ trên vỉ mà chúng thoát ra trước khi chúng có thể phóng nó. Cổ vũ cho Oggy, Jack và Olivia, và cả Bob và cảnh sát được đưa ra, cho đến khi đồng hồ vỡ và suýt giết chết nữ hoàng. Cảnh sát truy đuổi Oggy và Jack khi thế kỷ 20 đã đến với một vụ nổ lớn.

### Oggy-Wan Kenoggy
Trong thời đại  Chiến tranh giữa các vì sao , trong một đoạn nhại lại cảnh chiến đấu trong Chiến tranh giữa các vì sao: Hy vọng mới, Oggy-Wan-Kenoggy đã phải dừng lại Bob Vader từ việc phá hủy cả một hành tinh. cậu lênBob Star và đấu tay đôi với lũ gián, người được Bob cử đến để đánh bại cậu, sau đó Oggy và lũ gián giữ chặt trên sàn để tránh rơi vào thùng laze. Lũ gián gọi Bob để được giúp đỡ, nhưng thay vào đó, Bob bật tia laser khiến cơ thể họ bị cắt thành nhiều mảnh và chuẩn bị phá hủy hành tinh, nhưng may mắn thay, Jack Solo đã phản xạ tia laser trở lại và phá hủy con tàu của Bob Vader. Trong khi đó, những mảnh còn lại của Oggy và những chú gián được gửi đến hành tinh mà Bob muốn tiêu diệt và trở lại hình dạng giống amip từ đầu phim. Họ bắt đầu đuổi theo nhau và bắt đầu phát triển trở lại hình dạng ban đầu của họ, bắt đầu lại toàn bộ mọi thứ.

## Nhân vật

### Chính
- Oggy: Oggy là nhân vật chính và nhân vật chủ đề của bộ phim. Cả bộ phim đều xoay quanh cậu. Trong phân đoạn đầu tiên được gọi là  Oggy Magnon , cậu ấy là một con mèo đơn giản, ở độ tuổi đầu. Trong phân đoạn thứ hai, cậu ấy là một hoàng tử và trong phân đoạn thứ ba, cậu ấy là trợ lý của anh trai mình, Jack Holmes.
- Joey, Marky và Dee-Dee

### Phụ
- Jack
- Bob
- Olivia

## Sản xuất
Bộ phim được gia công hoàn toàn bởi nhóm thiết kế người Việt Nam ở xưởng vẽ Armada TMT Studio tại thành phố Hồ Chí Minh, Việt Nam. Đây là xưởng vẽ do Gaumont và Xilam sáng lập.

## Nhạc phim
Nhạc nền của phim được phát hành vào ngày 5 tháng 8 năm 2013, được sáng tác bởi Vincent Artaud, người từng sáng tác nhạc cho các bộ phim của Xilam khác như Hubert and Takako , FloopaLoo và Where Are You? .
| 2013: Mèo Oggy và những chú gián tinh nghịch: The Movie (Sony Music Entertainment) | 2013: Mèo Oggy và những chú gián tinh nghịch: The Movie (Sony Music Entertainment) | 2013: Mèo Oggy và những chú gián tinh nghịch: The Movie (Sony Music Entertainment) |
| STT                                                                                | Nhan đề                                                                            | Thời lượng                                                                         |
| ---------------------------------------------------------------------------------- | ---------------------------------------------------------------------------------- | ---------------------------------------------------------------------------------- |
| 1.                                                                                 | "Générique"                                                                        | 0:51                                                                               |
| 2.                                                                                 | "La Vie au Village"                                                                | 1:50                                                                               |
| 3.                                                                                 | "Poursuite Néolithique"                                                            | 0:19                                                                               |
| 4.                                                                                 | "Voyage de Cro-Magnon"                                                             | 2:19                                                                               |
| 5.                                                                                 | "Le Voyage de Jack"                                                                | 2:48                                                                               |
| 6.                                                                                 | "Les Pirhanas"                                                                     | 1:20                                                                               |
| 7.                                                                                 | "Les Méchants Chiens"                                                              | 1:25                                                                               |
| 8.                                                                                 | "Oggy et Olivia"                                                                   | 2:17                                                                               |
| 9.                                                                                 | "Oggy Passe à l'Action"                                                            | 2:19                                                                               |
| 10.                                                                                | "La Danse des Chiens"                                                              | 3:25                                                                               |
| 11.                                                                                | "Oggy et Jack Vont à la Chasse"                                                    | 1:58                                                                               |
| 12.                                                                                | "La Statue Du Roi"                                                                 | 0:57                                                                               |
| 13.                                                                                | "Le Défilé"                                                                        | 1:15                                                                               |
| 14.                                                                                | "La Romance d'Oggy"                                                                | 1:54                                                                               |
| 15.                                                                                | "Les Cafards Montent un Plan"                                                      | 1:10                                                                               |
| 16.                                                                                | "Oggy et Jack Galopent"                                                            | 1:17                                                                               |
| 17.                                                                                | "L'Évasion"                                                                        | 0:36                                                                               |
| 18.                                                                                | "Thème d'Olivia"                                                                   | 1:12                                                                               |
| 19.                                                                                | "31 Décembre 1899"                                                                 | 1:16                                                                               |
| 20.                                                                                | "Chez Sherlock"                                                                    | 1:04                                                                               |
| 21.                                                                                | "Les Cafards Volent la Clé puis la Bombe"                                          | 1:45                                                                               |
| 22.                                                                                | "Enquête dans la Boutique"                                                         | 1:14                                                                               |
| 23.                                                                                | "Carnaby Street"                                                                   | 1:14                                                                               |
| 24.                                                                                | "L'Hélicoptère"                                                                    | 1:22                                                                               |
| 25.                                                                                | "Poursuite Aérienne"                                                               | 2:24                                                                               |
| 26.                                                                                | "Big Ben"                                                                          | 1:22                                                                               |
| 27.                                                                                | "La Fête de Fin d'Année"                                                           | 1:42                                                                               |
| 28.                                                                                | "Oggy-Wan"                                                                         | 2:30                                                                               |

## Phát hành và phân phối
Phim được phát hành tại Pháp vào ngày 7 tháng 8 năm 2013. Tại Vương quốc Anh và Ireland, phim được phát hành vào ngày 20 tháng 5 năm 2014. Tại Ấn Độ, phim được phát hành vào ngày 21 tháng 12 năm 2014, trên Cartoon Network sau đó nó được phát hành trên Sony YAY ! vào ngày 25 tháng 10 năm 2021.
Mèo Oggy và những chú gián tinh nghịch: The Movie được phát hành trên DVD và Blu-ray vào ngày 7 tháng 12 năm 2013.  Phim chính thức được phát hành miễn phí trên YouTube vào ngày 11 tháng 11 năm 2019.